# Villa Hügel
La villa Hügel (littéralement « villa colline »), est un château situé à Bredeney (aujourd'hui partie d'Essen) dans la Ruhr, ouest de l'Allemagne. Elle fut la résidence de la famille d'industriels allemands Krupp, Alfred Krupp l'avait fait construire en 1873. Aujourd'hui, elle abrite les bureaux de la Kulturstiftung Ruhr (Fondation culturelle de la Ruhr), un musée d'art et les archives historiques de la famille et de la société Krupp.
La résidence comprenait 269 pièces pour une superficie de 8 100 m2. Elle est située dans un parc de 28 hectares qui domine la rivière Ruhr et le lac Baldeney.
Elle possède une annexe appelée la Petite maison (kleines Haus) comprenant 60 pièces. Alfried Krupp y fut confiné après la Seconde Guerre mondiale. 

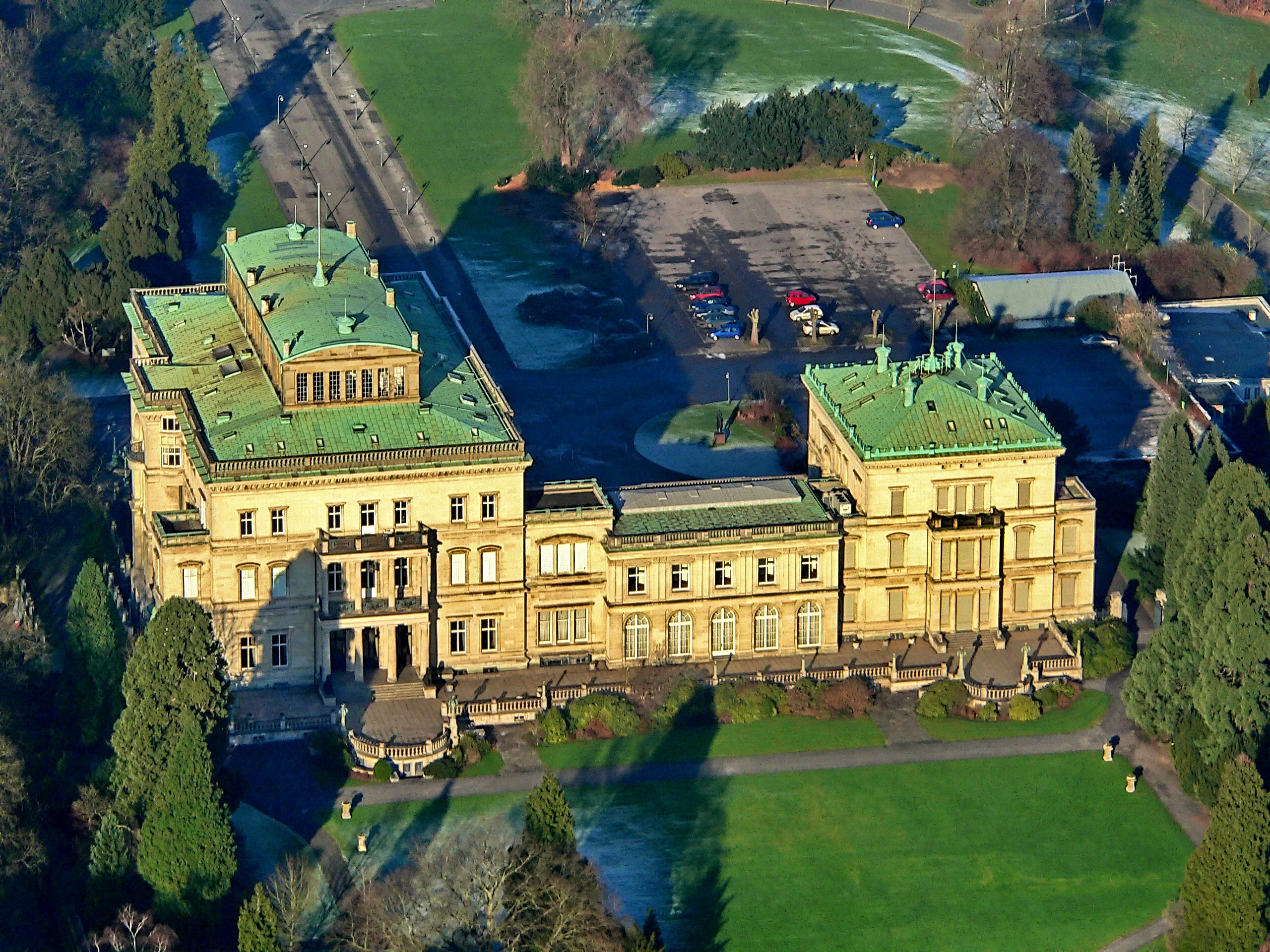
Villa Hügel

## Source
- (en) Cet article est partiellement ou en totalité issu de l’article de Wikipédia en anglais intitulé « Villa Hügel » (voir la liste des auteurs).